# Автомагістраль А45 (Франція)
Автомагістраль A45 була запропонованою автомагістраллю в центральній Франції, яку заплановано відкрити в 2015 році. Робота була припинена після початкових досліджень у 1993 році. Її контролюватиме автодорожня компанія, про яку ще не повідомлялося. Це буде платна дорога. Вона замінить A47, яка відома як застаріла і схильна до аварій. Вона буде перебувати в приватному управлінні, щоб мати можливість витримувати інтенсивний трафік, який буде принесений до нього через наплив автомобілістів на A45, які зараз їздять по A47. Проект офіційно припинений у 2018 році.

## Історія
Спочатку маршрут A45 пролягав від П’єр-Беніт до Бріньє з однією смугою в кожному напрямку, пізніше її було розширено, щоб включити дві смуги в будь-якому напрямку. Тепер цей розділ називається A450.
Перші техніко-економічні обґрунтування для його будівництва почалися в 1993 році (попередні дослідження між 1995 і 1996 роками були відкриті для обговорення в 1997 році. ), а дослідження для попереднього проекту проводилися з 1999 по листопад 2005 року. Публічне розслідування щодо A45 проходило з 24 листопада 2006 року по 20 січня 2007 року. 17 липня 2008 року після grenelle de l'environnement міністр екології та регіонального розвитку Жан-Луї Борлу оголосив проект таким, що має суспільну користь. Після цієї заяви жодні роботи не розпочалися, і проект наразі призупинено.

## План і цілі проекту

### Як альтернатива А47
Схема передбачає подвоєння A47 між Сент-Етьєном і Ліоном, точніше між П'єр-Беніте і Фуйюзом.
Проект був ініційований в результаті дебатів, що відбулися в 1993 році і відхилив проект розширення A47, оскільки було зроблено висновок, що буде надто важко розширити A47 там, де вона перетинає дві комуни, Живор і Рів-де-Ж'є. Крім того, існувала потреба в альтернативній автомагістралі A47 на випадок серйозних аварій або інтенсивного руху. Незважаючи на свої недоліки, A47 фактично є єдиним поточним маршрутом для автомобільного руху між Ліоном і Сент-Етьєном.
Міністерським рішенням від 12 лютого 1999 року було встановлено п’ять транспортних розв’язок: у Ла-Фуйлуз (A72), Валле д’Онзон (D 3 і на північ від Сент-Етьєна), Сен-Шамон (A47), Рів-де-Ж’є ( A47 і D 342 ex-D 42), а також у Бріньє (D 386 ex-N 86).
Проект A45, орієнтовна вартість якого становить 1,3 мільярда євро без урахування податків, буде управлятися невизначеною автодорожньою компанією. Проект передбачає будівництво чотирьох тунелів та одинадцяти віадуків. В обмін на це компанія отримає виручку від зборів  і, за розпорядженням Жана-Луї Борлу, субсидію від місцевих органів влади у розмірі від 520 до 700 мільйонів євро.